# Vibilia borealis
Vibilia borealis is een vlokreeftensoort uit de familie van de Vibiliidae. De wetenschappelijke naam van de soort is voor het eerst geldig gepubliceerd in 1868 door Bate & Westwood.